# Yukmouth
Yukmouth, de son vrai nom Jerold Dwight Ellis III (né le 18 octobre 1974 à Oakland, en Californie), est un rappeur américain. Il lance sa carrière musicale en tant que membre et fondateur du groupe Luniz. Il publie son premier album solo intitulé Thugged Out: The Albulation en novembre 1998. Plusieurs rappeurs participent à ses albums comme Devin the Dude, Kurupt, Roscoe, Val Young, Hussein Fatal, Tech N9ne ou Too $hort.

## Biographie
Jerold naît le 18 octobre 1974 à Oakland, en Californie. Il se fait initialement connaître avec le groupe Luniz qu'il forme en duo avec Numskull, un ami qu'il a rencontré au lycée, et se fait remarquer en 1993 à l'écriture de la chanson Ice Cream Man pour Dru Down, un autre rappeur originaire d'Oakland. En 1995 sort le premier album des Luniz, Operation Stackola, qui contient le fameux titre I Got 5 on It, qui connaîtra un succès planétaire ; l'instrumentale sera reprise maintes fois, notamment par Puff Daddy ou Jennifer Lopez. En 1997, le groupe publie son second album, Lunitik Musik, au succès plus mitigé.
C'est l'année suivante que Yukmouth se lance en solo, avec le double album Thugged Out: The Albulation, publié le 3 novembre 1998, au fameux label texan Rap-A-Lot, qui se caractérise par des paroles au style très gangsta et agressives. L'album atteint la 8e place des Billboard RnB Albums, et la 40e place du Billboard 200. Ce premier album suit d'un deuxième intitulé Thug Lord: The New Testament le 27 mars 2001 qui atteint la 71e place du Billboard 200. Son troisième album, Block Shit est publié la même année le 10 avril.
Yukmouth devient peu à peu un rappeur très actif sur la scène rap West Coast, avec son label Smoke-A-Lot Recordz, comme en témoignent ses nombreux projets, tel The Regime, collectif de rappeurs qu'il fonde, ainsi que les United Ghettos of America, compilations sorties en deux volumes (la première en 2003 et la seconde en 2004), réunissant de nombreux rappeurs de la scène nord-californienne, principalement. Il forme également le groupe Thug Lordz en compagnie du rappeur de Sacramento C-Bo (en), l'une des références du gangsta rap californien, avec qui il sort l'album In Thugz We Trust en 2004. Ce qui caractérise Yukmouth, hormis le style « gangsta » de sa musique, ce sont ses beefs (conflits) avec d'autres rappeurs, à qui il adresse de nombreuses diss songs. Il s'est notamment attaqué à Master P, ce dernier l'aurait plagié pour le titre Ice Cream Man ; Too $hort, lié au beef de Dru Down, son mentor, avec le pimp d'Oakland au sujet de la formation du Dangerous Crew (en), avec qui il se réconciliera plus tard, l'invitant ensuite sur plusieurs morceaux ; The Game, ainsi que 50 Cent et son groupe G-Unit, Yukmouth remettant en cause le côté gangsta du rappeur et de son groupe.

## Discographie

### Albums studio
- 1998 : Thugged Out: The Albulation
- 2001 : Thug Lord: The New Testament
- 2001 : Block Shit
- 2003 : Godzilla
- 2008 : Million Dollar Mouthpiece
- 2009 : The West Coast Don
- 2010 : Free at Last
- 2011 : The Tonite Show: Thuggin and Mobbin
- 2012 : Half Baked
- 2012 : Cookies 'n Cream
- 2014 : GAS (Grow And Sale)[7]

### Mixtapes
- 2006 : Million Dollar Mixtape
- 2007 : The City of Dope Vol.1
- 2007 : Lord of War

### Albums collaboratifs
- 1995 : Operation Stackola (avec Luniz)
- 1997 : Bootlegs and B-Sides (avec Luniz)
- 1998 : Lunitik Musik (avec Luniz)
- 2002 : Silver and Black (avec Luniz)
- 2004 : In Thugz We Trustz (avec Thug Lordz)
- 2005 : We Are the Luniz (avec Luniz)
- 2005 : Greatest Hits (avec Luniz)
- 2005 : All Out War Vol.1 (mixtape) (avec The Regime)
- 2005 : All Out War Vol.2 (mixtape) (avec The Regime)
- 2006 : All Out War Vol.3 (mixtape) (avec The Regime)
- 2006 : Trilogy (avec Thug Lordz)
- 2006 : 100 Racks (avec Messy Marv)
- 2006 : I'm Good (avec Killa Klump)
- 2006 : Killa Thugs (avec Killa Klump)
- 2010 : Thug Money (avec Thug Lordz)
- 2013 : The Last Dragon (avec The Regime)
- 2013 : Dragon Gang : The Album (avec The Regime)

### Compilations
- 2002 : United Ghettos of America
- 2004 : United Ghettos of America Vol. 2
- 2007 : United Ghettos of America: Eye Candy